# Twyber Travers
Pour l’article homonyme, voir Travers.

a Compétitions nationales et continentales officielles uniquement.

b Matchs officiels uniquement.
George Twyber Travers, né le 9 juin 1877 à Newport et mort le 26 décembre 1945 dans la même ville, est un joueur de rugby à XV gallois, évoluant au poste de talonneur pour le pays de Galles et essentiellement pour le club de Newport RFC.

## Carrière
Né à Newport, Twyber Travers dispute son premier test match le 10 janvier 1903, contre l'Équipe d'Angleterre de rugby à XV. Twyber Travers a disputé le 16 décembre 1905 la victoire mémorable 3-0 à Cardiff contre les All Blacks. Il dispute son dernier test match contre l'équipe d'Irlande le 11 mars 1911. Il joue un total de 25 matchs. Ses enfants Bill, Jack, Chris et Reg ont joué pour Newport comme lui. 

## Palmarès
- Victoires dans le Tournoi britannique de rugby à XV 1905, 1906, 1908, 1909
- Triple couronne en 1905, 1908, 1909
- Grand Chelem en 1911

## Statistiques en équipe nationale
- 25 sélections pour le pays de Galles
- 3 points (1 essai)
- Sélections par année : 3 en 1903, 4 en 1905, 4 en 1906, 3 en 1907, 5 en 1908, 3 en 1909, 3 en 1911
- Participation à 6 tournois britanniques en 1903, 1905, 1906, 1907, 1908, 1909
- Participation au Tournoi des Cinq Nations 1911